# Aplikacja legislacyjna
Aplikacja legislacyjna – forma doskonalenia zawodowego funkcjonariuszy publicznych prowadzona przez Rządowe Centrum Legislacji. Aplikacja legislacyjna trwa 12 miesięcy i obejmuje: wykłady, ćwiczenia, zajęcia z patronami, a także egzamin końcowy. Nadzór programowy nad aplikacją sprawuje Prezes Rządowego Centrum Legislacji.
Aplikację legislacyjną może odbywać osoba, która posiada wykształcenie prawnicze.
Tematyka wykładów prowadzonych w ramach aplikacji obejmuje:
- system źródeł prawa w Rzeczypospolitej Polskiej
- konstytucyjne zasady tworzenia prawa
- procedura prawodawcza
- system finansowy państwa, w tym redagowanie przepisów podatkowych
- redagowanie przepisów karnych i o karach administracyjnych
- redagowanie przepisów odnoszących się do systemów teleinformatycznych używanych do realizacji zadań publicznych oraz rejestrów publicznych i wymiany informacji w postaci elektronicznej
- procedury związywania się Rzeczypospolitej Polskiej umowami międzynarodowymi
- wpływ zobowiązań międzynarodowych na tworzenie prawa
- harmonizacja prawa polskiego z prawem Unii Europejskiej
- orzecznictwo dotyczące legislacji i wykonywanie wyroków Trybunału Konstytucyjnego
- język prawny i język prawniczy
- metodyka pracy legislatora
- etyka zawodu legislatora
- narzędzia informatyczne stosowane w procesie legislacyjnym[4].

Celem ćwiczeń i zajęć z patronem jest nabycie praktycznych umiejętności legislacyjnych, w szczególności opracowywania:
- projektów aktów prawnych z wykorzystaniem narzędzi informatycznych stosowanych w procesie legislacyjnym
- stanowisk prawno-legislacyjnych do projektów aktów prawnych[5].

W ramach zajęć z patronem aplikant uczestniczy w co najmniej 5 komisjach prawniczych.